# Dalton Vigh

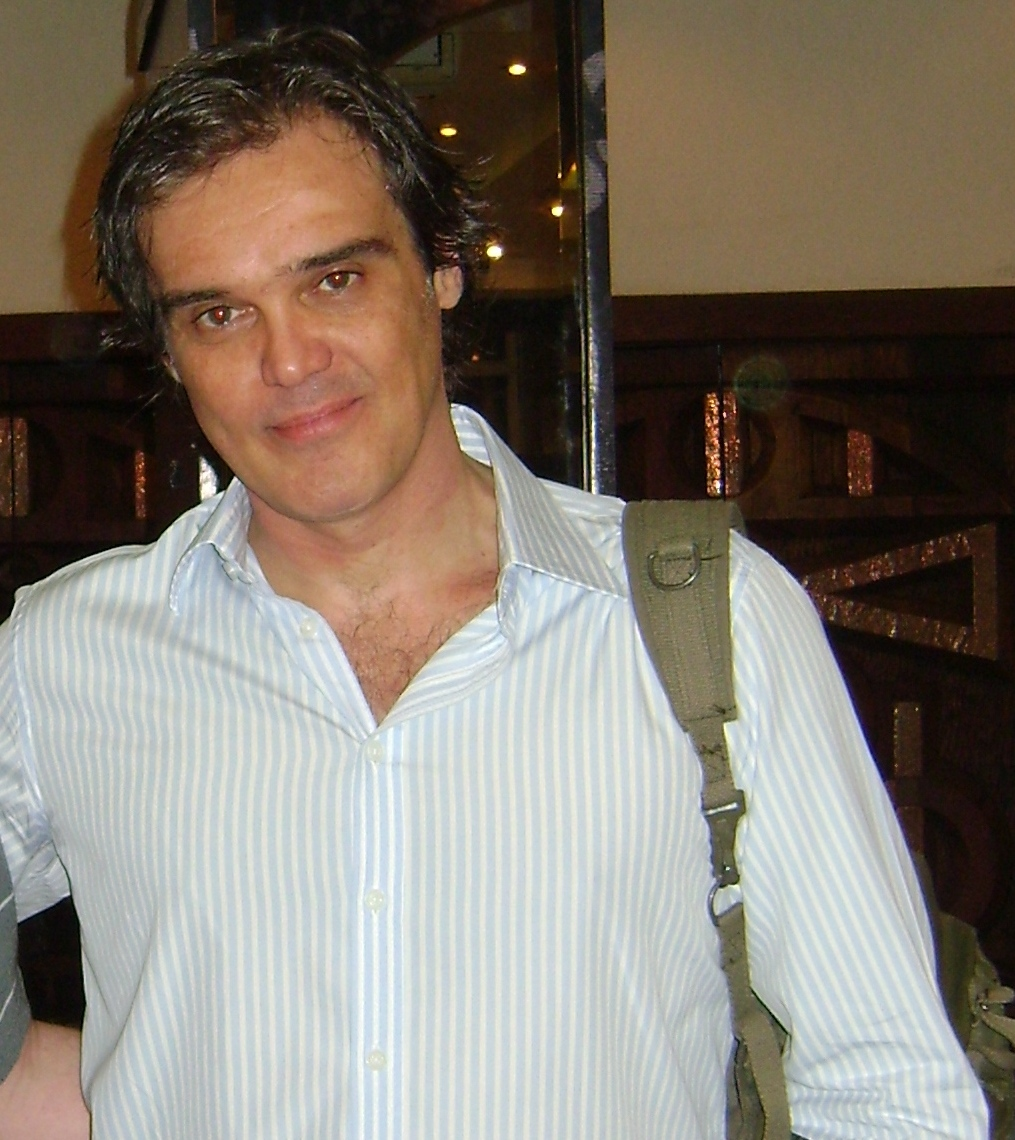
Dalton Vigh

Dalton Vigh de Souza Vales (* 10. Juli 1964 in Rio de Janeiro) ist ein brasilianischer Schauspieler. Er studierte an der Theaterschule Teatro Escola Célia Helena in São Paulo.

## Filmografie

### Fernsehfilme und Serien
- 2012: Salve Jorge
- 2012: As Brasileiras Episode: A Doméstica de Vitória
- 2011: Fina Estampa
- 2011: Lara com Z
- 2010: Amor em Quatro Atos Episode: Meu único defeito foi não saber te amar
- 2010: As Cariocas Episode: A Adúltera da Urca
- 2010: Na Forma da Lei Episode: Não matarás, Olho por Olho
- 2009: S.O.S. Emergência Episode: Hora de ir pra cama
- 2009: Cinquentinha
- 2008: Negócio da China
- 2008: Episódio Especial
- 2007: Casos e Acasos Episode: Ele é Ela, Ela é Ele e Ela ou Eu
- 2007: Duas Caras
- 2006: O Profeta
- 2005: Sob Nova Direção Episode: Massagem pra você
- 2005: Linha Direta Justiça Episode: O Incêndio do Gran Circus Norte-Americano
- 2004: Começar de Novo
- 2004: Malhação
- 2003: A Casa das Sete Mulheres
- 2002: Os Normais, Episode: O Normal a Ser Feito
- 2001: O Clone
- 2000: Vidas Cruzadas
- 1999: Terra Nostra
- 1999: Andando nas Nuvens
- 1999: Top TV
- 1998: Pérola Negra
- 1998: Estrela de Fogo
- 1997: Os Ossos do Barão
- 1996 – Xica da Silva
- 1995 – Tocaia Grande

### Spielfilme
- 1994: O Porão
- 1999: Por Trás do Pano
- 2004: Vida de Menina
- 2004: Mais uma Vez Amor
- 2006: Mulheres do Brasil
- 2011: Corpos Celestes
- 2015 Meu Amigo Hindu
- 2017 A Comédia Divina

## Theater
- A Semente
- As Viúvas
- Camila Baker
- Os Sete Gatinhos
- Medeia
- Nunca se Sábado
- A Importância de ser Fiel
- As Viúvas
- Noite de Reis (Reading)
- Cloaca
- Vamos
- Azul Resplendor